# Danijel Šarić
Danijel Šarić (Doboj, 1977. július 27. –) szerb származású katari kézilabdázó, kapus.

## Pályafutása

### Klubcsapatokban
Danijel Šarić Crvena zvezda csapatánál kezdte pályafutását, a belgrádi csapattal bajnok és kupagyőztes lett, majd az RK Sintelonnál folytatta karrierjét. Négy év után a spanyol élvonalba, a Teka Cantabriához igazolt. A BM Alcobendas együttesénél rövid, sikertelen időszakot töltött, majd az CB Ademar Leónnal 2007-ben pályára lépett az utolsó KEK-döntőben, de alulmaradtak a német HSV Hamburgtól.
Az ezt követő években a spanyol kézilabda két meghatározó csapatánál, a Portland San Antoniónál és a Barcelonánál játszott, utóbbi csapattal mindent megnyert, kétszer a Bajnokok Ligája serleget is felemelhette. 2016-ban, bár felmerült, hogy Magyarországra, a Pick Szegedhez igazol, végül a katari Al Quiadát választotta.
2019-ben az Al-Duhail cssapatával ázsiai Bajnokok Ligáját nyert, ezt követően pedig az el-Arabihoz igazolt, akikkel 2020-ban katari bajnokságot nyert.

### A válogatottban
2004 és 2007 között 50 alkalommal lépett pályára a szerb válogatottban, de Dejan Perić és Sterbik Árpád mögött gyakran háttérbe szorult. 2010-ben, miután az azt megelőző három évben nem volt válogatott, a bosnyák válogatottban lépett pályára, ahol egy év alatt hét alkalommal védett.  2013-ban a hazai világbajnokságra készülő Katar megkereste, hogy több külföldi játékoshoz hasonlóan szerepeljen az ázsiaiak nemzeti csapatában. Mivel a hároméves kivárási idő ez esetben is letelt, ennek akadálya nem volt, így  Šarić 2014-ben a harmadik válogatott  szerelését húzhatta magára. Katar színeiben világbajnoki ezüstérmes, olimpiai nyolcadik és Ázsiai bajnok lett. Utóbbi tornát 2016-ban, 2018-ban és 2020-ban is megnyerte a válogatottal. A 2021-es világbajnokságon 43 évesen is a válogatott első számú kapusa volt.

## Sikerei, díjai

### Klubcsapatokkal
RK Crvena zvezda
- Szerb bajnok (2006–07, 2007–08)
- Szerb kupagyőztes (2006–07, 2007–08)

RK Sintelon
- Szerb kupagyőztes

FC Barcelona
- EHF-bajnokok ligája (2010–11,2014-2015)
- Liga ASOBAL (2010–11, 2011–12, 2012–13, 2013–14)
- Copa ASOBAL (2009–10, 2011–12, 2012–13, 2013–14)
- Supercopa ASOBAL (2008–09, 2009–10, 2012–13, 2013–14)
- Copa del Rey de Balonmano (2009–10, 2013–14)

Al Duhail
- Az ázsiai Bajnokok Ligája győztese: 2019

el-Arabi
- Katari bajnok: 2020

### A válogatottal
Katar
- világbajnoki ezüstérmes (2015)
- olimpiai 8. helyezett (2016)
- Ázsia bajnokság győztese (2016, 2018, 2020)